# 謝啟昆
謝啟昆（1737年—1802年），字蘊山，一字良璧，號蘇潭，江西南康人，清朝政治人物。

## 生平
謝啟昆於乾隆二十六年（1761年）中式二甲進士，朝考名列第一（朝元），選庶吉士，散館授編修。乾隆三十七年（1772年）出任江蘇鎮江府知府，調揚州府。因為處置東臺徐述夔詩詞文字獄遲緩，褫職，發配軍臺效力。很快捐復原官，留在江南。父喪，奪情啟用，免於父喪，署安徽寧國府知府，隨後又遭母喪，丁憂去職。守喪結束後，長期稱病不出。乾隆五十五年（1790年）特升江南河庫道，遷浙江按察使。乾隆六十年（1795年）遷山西布政使。山西州縣倉庫原本大幅虧欠，謝啟昆上任不到一年，即悉數補齊。高宗驚其才能，因浙江財賦地虧尤其嚴重，特將其調任布政使，三年後，彌補虧空達五成。
谢启昆出生于书香之家，亦雅好文學，任浙江布政使之暇，補述朱彝尊之《经义考》，嘉慶三年（1798年）章学诚入谢启昆幕府，再續《史籍考》之编纂工作。
嘉慶四年（1799年）謝啟昆升任擢廣西巡撫，上疏痛陳各省倉庫積弊，得到仁宗嘉許。嘉慶七年（1802年）六月二十六日，谢启昆中暑病逝于广西巡抚任上。《清史稿》有傳。
謝啟昆少年即以文學知名，博聞強識，尤善作詩。著有《樹經堂集》、《西魏書》、《小學考》，晚年攥《廣西通志》，深爲世人稱道。有子謝學崇。

## 延伸阅读
[在维基数据编辑]
 《清史稿·卷359》，出自趙爾巽《清史稿》

## 外部連結
- 學者型巡撫謝啟昆（页面存档备份，存于） 華夏文明
- 謝啟昆（页面存档备份，存于） 資料連結

| 官衔        | 官衔                                                                                      | 官衔          |
| ----------- | ----------------------------------------------------------------------------------------- | ------------- |
| 前任： ？   | 清朝山西布政使 乾隆六十年七月廿九日 - 嘉慶元年十一月十二日 1795年9月12日 - 1796年12月10日 | 繼任： 司馬騊 |
| 前任： 台布 | 清朝廣西巡撫 嘉庆四年八月二十六 - 嘉庆七年七月十一 1799年 - 1802年8月8日                  | 繼任： 孫玉庭 |